# Pugilina
Genre
Pugilina est un genre de mollusques gastéropodes marins de la famille des Melongenidae.

## Liste des espèces
Selon World Register of Marine Species (23 septembre 2017) :
- Pugilina morio (Linnaeus, 1758)
- Pugilina tupiniquim Abbate & Simone, 2015